# 金林祠堂群
金林祠堂群，位于中国广东省肇庆市德庆县官圩镇金林村，为德庆县的一个县级文物保护单位，类型为古建筑，公布时间为2001年8月23日。
金林祠堂群的历史年代为明—清。